# Czarnocin (Łódź)
Pour les articles homonymes, voir Czarnocin.
Czarnocin (prononciation [t͡ʂarˈnɔt͡ɕin]) est un village de la gmina de Czarnocin, du powiat de Piotrków, dans la voïvodie de Łódź, situé dans le centre de la Pologne.
Le village est le siège administratif (chef-lieu) de la gmina appelée gmina de Czarnocin.
Il se situe à environ 19 kilomètres au nord de Piotrków Trybunalski (siège du powiat) et 28 kilomètres au sud-est de Łódź (capitale de la voïvodie).
Sa population s'élève approximativement à 1 300 habitants.

## Administration
De 1975 à 1998, le village était attaché administrativement à l'ancienne voïvodie de Piotrków.

Depuis 1999, il fait partie de la nouvelle voïvodie de Łódź.